# امامزاده قاسم مهدیشهر
امامزاده قاسم مهدیشهر مربوط به دوره سلجوقیان - دوره ایلخانی است و در مهدیشهر، محله زیارت واقع شده و این اثر در تاریخ ۲۵ اسفند ۱۳۷۹ با شمارهٔ ثبت ۳۵۴۸ به‌عنوان یکی از آثار ملی ایران به ثبت رسیده است.

## شرح واقعه
قاسم بن موسی بن جعفر‌ از نوادگان جعفر صادق‌ و فرزند موسی كاظم‌ و از برادران علی بن موسی الرضا است.

صاحب اين بقعه مسافر بوده و در حدود ۸۰۰ سال پيش از كربلا يا نجف عازم مشهد (طوس قديم) برای زيارت بارگاه برادرش رضا بوده است. در ۸۰۰ سال پيش جاده ابريشم از مهديشهر می‌گذشت و به همراه  قاسم‌ ساربان‌هايی نيز بوده‌اند.

وی در منطقه امام زينعلی مهديشهر بر اثر بيماری فوت می‌كند و در شب ساربان‌ها خواب می‌بينند كه بايد ايشان را روی شتر بگذارند و هر جا كه شتر به زمين نشست جنازه قاسم بن موسی بن جعفر‌ را غسل كنند و در آنجا دفن كنند. صبح ساربان‌ها به راه می‌افتند و جنازه امامزاده را بر روی شتر می‌گذارند و به راه می‌افتند و در منطقه زيارت مهديشهر شتر می‌ايستد، در آنجا جز نيزاری كوچك نبوده است و ساربان‌ها می‌بينند كه نمی‌توان جنازه را شست و غسل داد. ساربان‌ها در شب خواب می‌بينند كه اگر آن نيزار كوچك را با دست كنار بزنند آب بيرون می‌آيد و با آن آب می‌توانند امام را غسل داده و جنازه را سوار شتر كنند و هرجا كه شتر ايستاد او را دفن كنند.
در صبح روز بعد ساربان‌ها به مكان مورد نظر می‌رسند و می‌بينند كه فقط يك نيزار كوچك در آنجا هست و آن‌ها همان چيزی را كه در خواب ديده بودند را انجام می‌دهند، آبی از زمين می‌جوشد و با آن قاسم بن موسی بن جعفر‌ را غسل می‌دهند و دفن می‌كنند. آن آبی را كه توسط آن امامزاده را غسل دادند بعدها سرچشمه زيارت نام گرفت. در ماه محرم دسته‌های مذهبی نخل عزاداری حسین بن علی را در آنجا به قول معروف حيدری می‌كنند و معتقد هستند كه اين آب حرمت دارد. در‌خصوص زمان فوت ايشان تاريخ دقيقی در دست نيست.

## تاریخچه بنا
بنای این امامزاده در سال ۹۴۳ هجری شمسی در دوره صفويه به دست هنرمندان ماهر ايرانی ساخته شده است كه در تاريخ ۲۵/۱۲/۷۶ طی شماره ۳۵۴۸ به ثبت آثار ملی سازمان ميراث فرهنگی در آمده است.
بنای آرامگاه قاسم بن موسی بن جعفر شامل گنبد، ايوان، صحن، حرم و دالان است؛ برای رسيدن به حرم مطهر بايستی از يك راهرو ۱۶ متر و عرض ۳۵/۲ متر كه دارای ارتفاع حدود ۴ متر است عبور كرد كه در مسير راهرو ۱۰ طاقنما كه دارای ابعاد يكسان هستند (طول ۲ متر ، عرض و عمق ۹۰ و ارتفاع ۳۵/۳) تشكيل شده، به دليل وجود مقابر در داخل طاقنماها قبلاً به صورت قبور وجود داشته كه پس از بازسازی تغيير شكل داده شده و اخيراً نمای قبور از بين رفته و مسطح شده است. پس از عبور از راهروی اصلی راهروی ديگری در سمت چپ متصل به راهروی اصلی وجود دارد كه به اتاق جنب حرم كه دارای يك درب كنده كاری شده چوبی قديمی دو لنگه به ابعاد ۱۰۵×۱۷۵ متصل می شود. فضای داخلی دو راهروی مذكور با گچ سفيدكاری شده و فاقد هرگونه تزئين است. اتاق جنب حرم دارای ابعاد ۴۹۰×۴۷۰ متر كه در ضخامت ديوار غربی يك نمای كوچك محراب وجود دارد. در وسط اضلاع شمالی و جنوبی اتاق دو طاقنمای بزرگ بنا شده كه دارای گچبريهای جالبی است. بر قسمت فوقانی چهار فيل پوش وجود دارد كه بر روی آن ساق گنبد برپا گشته است.
در قسمت‌های نمای داخل گبند و اطراف آن نيز نقاشي‌ها و گچبري‌های زيبايی مشاهده می‌شود . اتاق مذكور توسط يك در چوبی قديمی با ارزش و زيبا و كنده‌كاری شده كه احتمالاً مربوط به قرن چهارم هجری بوده و دارای ابعاد ۱۶۵×۱۰۵ است و در لنگه چپ عبارتی به خط ثلث روی آن نوشته شده لكن در حال حاضر در محل وجود ندارد .
اتاق حرم چهار گوش مربعی شكل به ضلع ۳۰/۵ متر و ارتفاع حرم تا زير گنبد ۴ متر و تا قسمت سقف حدود ۷ متر است كه در سال ۱۳۷۸ نيز نسبت به آئينه كاری آن با همكاری هيئت امناء و پيگيری و نظارت مديريت اوقاف و امور خيريه استان سمنان اقدام گرديده است. گنبد اصلی بقعه بر روی چهار فيل پوش كه دارای چهار طاقنما است واقع شده است.
در گذشته در وسط حرم سكوی بزرگی به طول ۱۰/۳ متر و عرض ۹۰/۱ متر وجود داشت كه صورت چند قبر بر روی آن مشاهده می شد كه به هنگام تعميرات در سال ۱۳۷۳ توسط ميراث فرهنگی استان تسطيح و با كف حرم يكنواخت شده است. ايوان بقعه كه دارای ارتفاع ۵ متر است، درب آن به طرف مغرب و صحن باز می‌شود و متصل به مدخل راهروی ورودی است. گنبد اصلی كه با آجر ساخته شده دارای ساقه ای ده ضلعی به ضلع ۶۵/۱ متر به ارتفاع ۴۰/۲ متر است، در وسط اضلاع ده گانه طاقنماهايی وجود دارد و حدفاصل كاسۀ گنبد و ساقه دو رديف قطاربندی آجری نامنظم است.
در ميان گنبد كلاف‌های چوبی قطوری برای استحكام بيشتر آن قرار داده شده، ارتفاع اين گنبد آجری از بام تقريباً ۵ متر است. در كنار گنبد اصلی، گنبد آجری ديگری به ارتفاع ۴ متر مشاهده می‌شود كه بر روی اتاق متصل به حرم بنا شده و فاقد هرگونه تزئين است. گنبد مذكور دارای ساقه‌ای استوانه‌ای شكل به ارتفاع يك متر و كاسۀ تخم مرغی شكل نامنظم است صحن وسيع و مستطيل شكل این امامزاده دارای ۲۲ متر طول و عرض ۱۴ متر است كه در آن قبور تعدادی از افراد مشاهده می شود. در ضلع غربی صحن، حسينيه بزرگی جهت انجام مراسم مذهبی ساخته شده كه درب آن به طرف حياط باز می‌شود و در جلوی آن به اندازه ۲ متر پيش فضا وجود دارد كه با چهار پله به حياط این امامزاده مرتبط می‌شود. ضلع شرقی صحن دارای هفت طاقنما است كه در سال ۱۳۷۰ ه‍ . ش بازسازی شده و در ضلع جنوب شرقی بقعه جنب سردرب ورودی جديدالاحداث سرويس‌های زنانه و مردانه در سال ۱۳۷۰ جهت استفاده زائران و مراجعين ساخته شده است. مضافاً اينكه اخيراً هيئت امناء نسبت به خريداری سه باب منزل مسكونی جهت توسعه و احداث سالن و وضوخانه خريداری و تملك شده است.
مساحت عرصه و اعيان امامزاده ۶۰۰ متر مربع و مساحت بقعه متبركه ۲۱ متر مربع است.

## ساخت ضریح
ضريح فلزی مشبك جديد كه در سال ۱۳۷۶ به سفارش خیرین مهدیشهری در فسا ساخته شده به طول ۵۰/۲ و عرض ۵۰/۱ و ارتفاع ۸۰/۲ متر بر روی این امامزاده كه در همان سال بازسازی شده و دارای ابعاد ۷۵×۱۹۰ و بلندی ۲۵ سانتيمتر می باشد قرار دارد .

## ثبت ملی
این اثر در تاریخ ۲۵ اسفند ماه سال ۱۳۷۹ در ضمره آثار ملموس ملی کشور و استان سمنان به ثبت رسیده است.